# Geman deng
Le geman deng, aussi appelé kuman ou miju-mishmi, est une langue parlée de part et d'autre de la rivière Chayu, dans le coin sud-est de la Région autonome du Tibet, en Chine. On le parle également en Inde et en Birmanie. C'est une langue à quatre tons.

## Sources
- (en) Fiche langue [mxj] dans la base de données linguistique Ethnologue.